# Ergasilus cerastes
Ergasilus cerastes är en kräftdjursart som beskrevs av L. S. Roberts 1969. Ergasilus cerastes ingår i släktet Ergasilus och familjen Ergasilidae. Inga underarter finns listade i Catalogue of Life.